# مديرية ناطع

تعديل مصدري - تعديل

مديرية ناطع هي من المديريات الصغيرة في محافظة البيضاء في اليمن. بلغ عدد سكانها 13604 نسمة عام 2004.